# Ford Fairlane
Ford Fairlane var en modellbeteckning som åren 1955-2007 användes på personbilar tillverkade av Ford Motor Company. Namnet “Fairlane” kommer från Henry Fords lantegendom “Fair Lane” utanför Dearborn, Michigan. Fairlane ersatte Ford Crestline som märkets "top-of-the-line"-utförande och skulle främst konkurrera med Chevrolet Bel Air.
I USA tillverkades modellen åren 1955-1970. Genom åren genomgick modellen många olika skepnader men var från början en ”full-size”-modell och före 1959 Fords ”top-of-the-line”-utförande. Efter införandet av Ford Galaxie detta år petades modellen ner ett pinnhål i modellstegen och från 1962 blev namnet använt på en helt ny ”mid-size” (mellanstor) bil och förblev så till dess att tillverkningen upphörde i USA. År 1968 introducerades en lyxigare version av Fairlane kallad Ford Torino, och några år därefter slopades namnet Fairlane helt på den amerikanska marknaden.
Den mellanstora modellen gav år 1967 upphov till de australientillverkade Ford Fairlane och från 1973 även Ford LTD, modeller som båda slutade tillverkas där år 2007.
Även i Argentina byggdes Ford Fairlane åren 1969-1981 med 1968 års fyra-dörrarsmodell som bas och med tre utrustningspaket: Standard, 500 och LTD. Bilen liknar den amerikanska modellen, utom motorerna. Totalt producerades nästan 30 000 enheter där.

## Produktion

### Första generationen 1955 – 1956
Fairlaneserien erbjöds från början i sex olika karossalternativ: en två-dörrars hardtop kallad Victoria Coupe, en två-dörrars sedan med en bred kromlist tvärs över taket kallad Crown Victoria Coupe (i Sverige vanligen kallad ”Krom-Vicke”), en variant av Crown Victoria försedd med tak delvis tillverkat av genomskinligt plexiglas kallad Crown Victoria Skyliner Coupe, en enklare två-dörrars sedan kallad Club Sedan, en fyra-dörrars sedan kallad Town Sedan och en cabriolet kallad Sunliner Convertible
Inför modellåret 1956 tillkom en fyra-dörrars hardtop kallad Victoria Sedan. 
| Kod         | Modellnamn                    | Antal     |
| 57 A        | Victoria Sedan                | 32 111    |
| 60 B / 64 C | Victoria Coupe                | 291 107   |
| 64 A        | Crown Victoria Coupe          | 42 374    |
| 64 B        | Crown Victoria Skyliner Coupe | 2 602     |
| 70 C        | Club Sedan                    | 315 940   |
| 73 C        | Town Sedan                    | 479 309   |
| 76 B        | Sunliner Convertible          | 108 113   |
| Totalt      | Fairlane                      | 1 271 556 |
| ----------- | ----------------------------- | --------- |

### Andra generationen 1957 – 1959
Fairlaneserien växte nu i storlek och hade längre hjulbas än övriga Fordbilar, dessutom erbjöds nu två olika serier: Fairlane och Fairlane 500.
Den enklare Fairlane erbjöds i fyra olika karossalternativ: en fyra-dörrars hardtop kallad Victoria Sedan, en fyra-dörrars sedan kallad Town Sedan, en två-dörrars hardtop kallad Victoria Coupe och en två-dörrars sedan kallad Club Sedan. 
Den lyxigare Fairlane 500 erbjöds i sex olika karossalternativ: en helt nykonstruerad cabriolet med fällbart plåttak kallad Skyliner Retractable Coupe (i Sverige vanligen kallad ”Plåt-Cabbe”), en fyra-dörrars hardtop kallad Victoria Sedan, en fyra-dörrars sedan kallad Town Sedan, en två-dörrars hardop kallad Victoria Coupe, en två-dörrars sedan kallad Club Sedan och en cabriolet kallad Sunliner Convertible.
Inför modellåret 1959 försvann de båda hartopmodellerna ur den enklare Fairlane-serien och i Fairlane 500-serien fanns endast fyra täckta karossmodeller kvar då de båda öppna modellerna flyttades upp till den nya lyxigare Galaxie-serien. En nyhet 1959 var även att samtliga Fordbilar återgick till att dela samma hjulbas.
| Kod    | Modellnamn                              | Antal     |
| 51 A   | Fairlane 500 Skyliner Retractable Coupe | 35 479    |
| 57 A   | Fairlane 500 Victoria Sedan             | 114 367   |
| 57 B   | Fairlane Victoria Sedan                 | 18 563    |
| 58 A   | Fairlane Town Sedan                     | 174 213   |
| 58 B   | Fairlane 500 Town Sedan                 | 334 530   |
| 63 A   | Fairlane 500 Victoria Coupe             | 287 533   |
| 63 B   | Fairlane Victoria Coupe                 | 60 543    |
| 64 A   | Fairlane Club Sedan                     | 113 335   |
| 64 B   | Fairlane 500 Club Sedan                 | 137 938   |
| 76 B   | Fairlane 500 Sunliner Convertible       | 112 755   |
| Totalt | Fairlane och Fairlane 500               | 1 389 256 |
| ------ | --------------------------------------- | --------- |

### Tredje generationen 1960 – 1961
Fortfarande erbjöds modellerna med namnet ”Fairlane” i två olika serier: Fairlane och Fairlane 500.
Den enklare Fairlane erbjöds från början i tre olika karossalternativ: en fyra-dörrars sedan, en två-dörrars sedan och även en två-dörrars så kallad Business Sedan, vilken dock bara fanns år 1960. 
Den något mer påkostade Fairlane 500 erbjöds endast i två olika karossalternativ: en fyra-dörrars sedan kallad Town Sedan och en två-dörrars sedan kallad Club Sedan. Till 1961 tonades modelleserien ner ytterligare och man kallade nu endast de båda bilarna 4-d Sedan respektive 2-d Sedan.
| Kod    | Modellnamn                          | Antal   |
| 58 A   | Fairlane 500 Town Sedan / 4-d Sedan | 252 151 |
| 58 E   | Fairlane 4-d Sedan                  | 206 403 |
| 64 A   | Fairlane 500 Club Sedan / 2-d Sedan | 133 509 |
| 64 F   | Fairlane 2-d Sedan                  | 160 131 |
| 64 G   | Fairlane Business Sedan             | 1 733   |
| Totalt | Fairlane och Fairlane 500           | 753 927 |
| ------ | ----------------------------------- | ------- |

## Bildgalleri

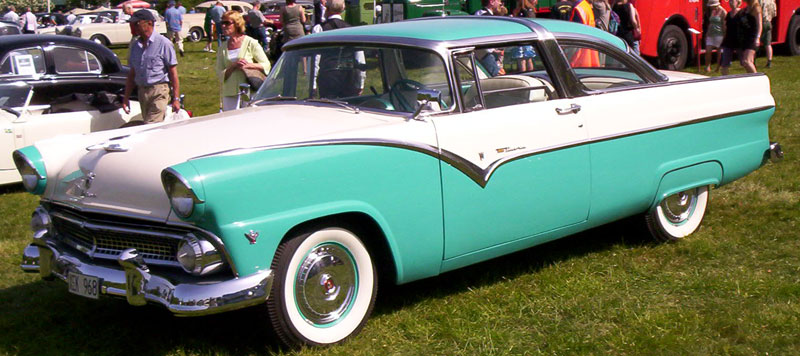
1955 Ford Fairlane Crown Victoria coupe
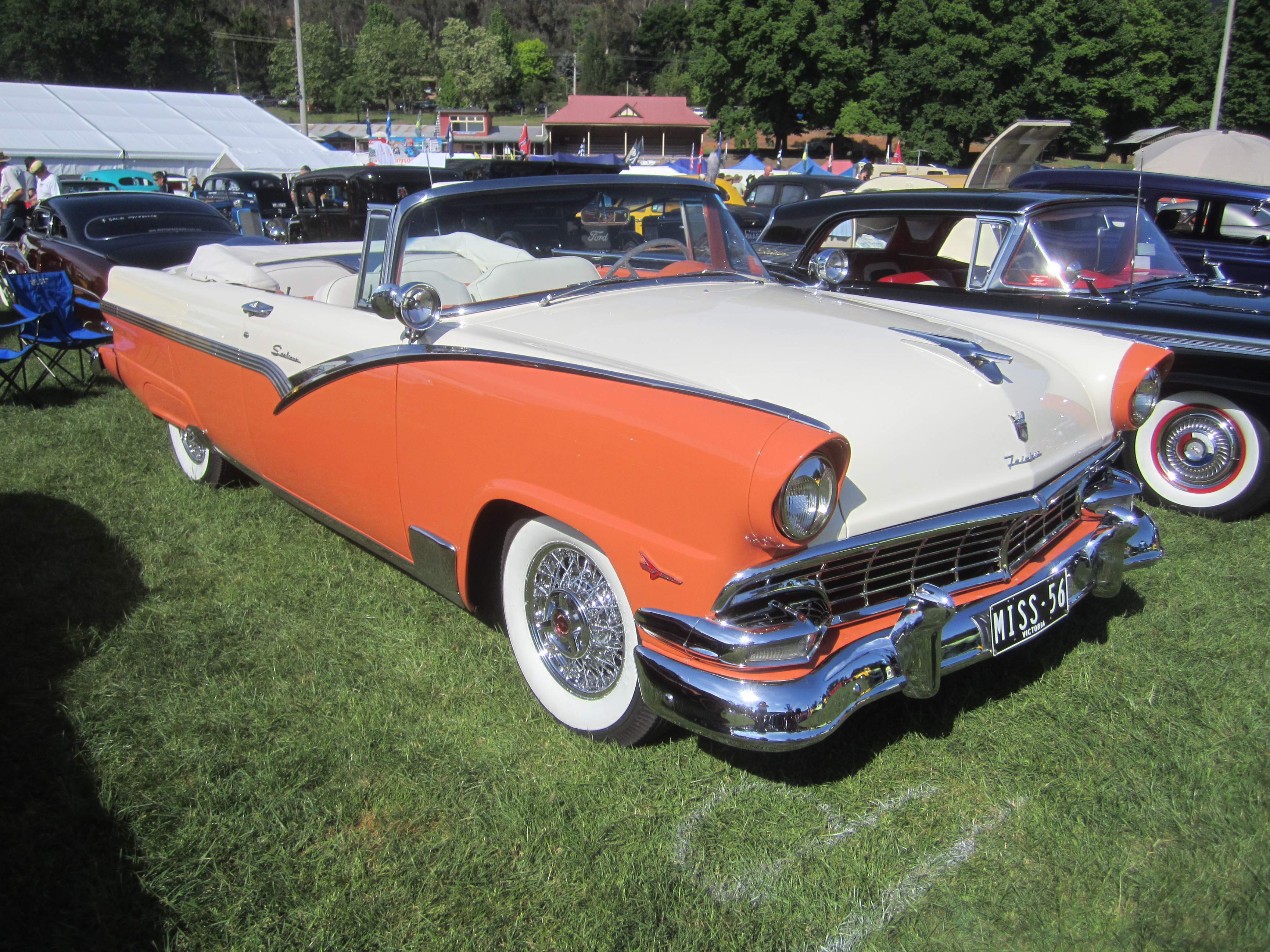
1956 Ford Fairlane Sunliner convertible
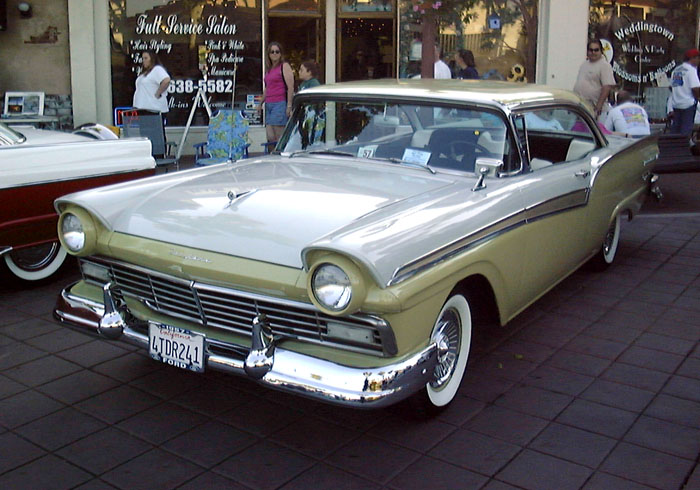
1957 Ford Fairlane 2-dörrars hardtop
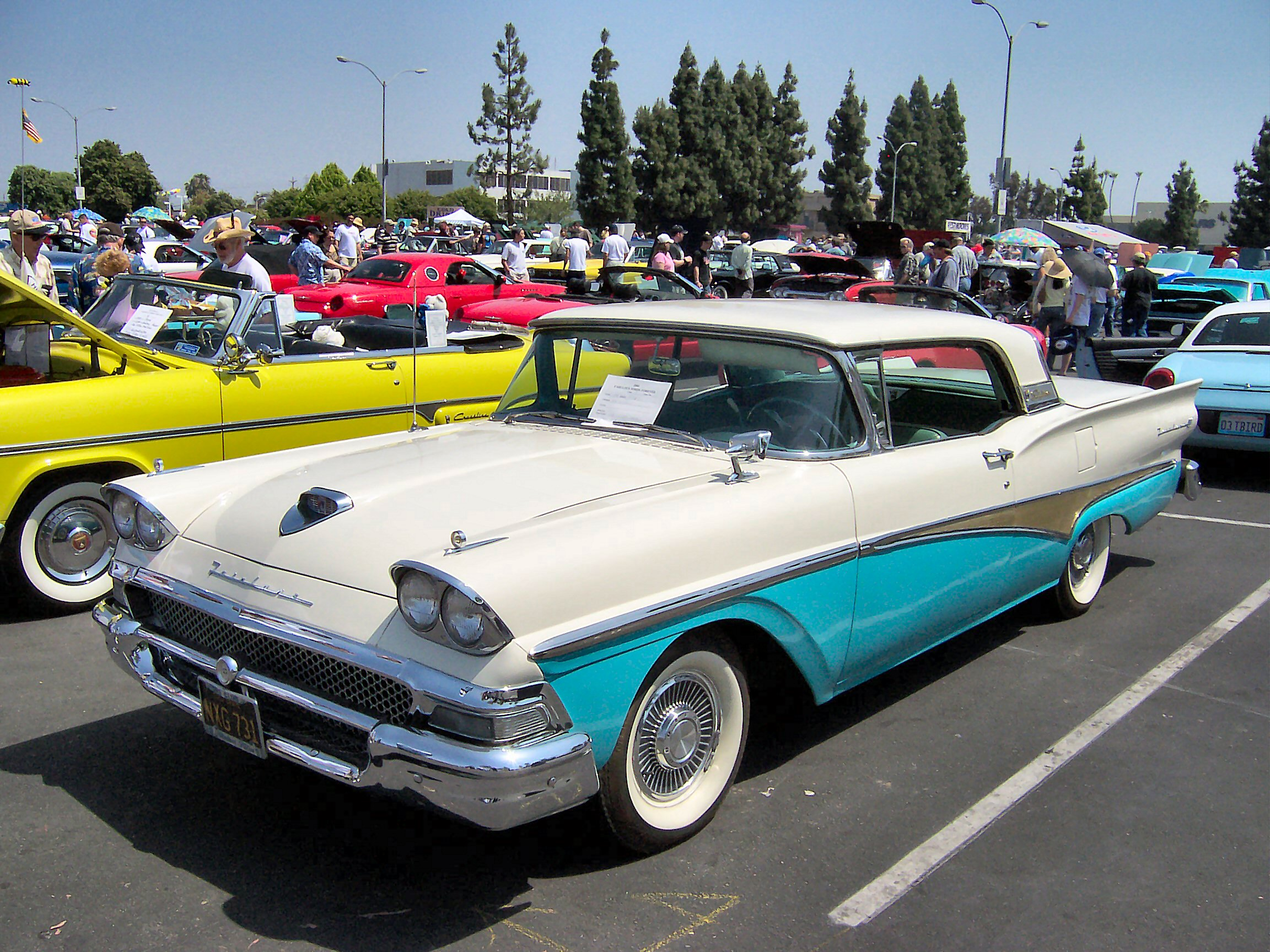
1958 Ford Fairlane 500 Skyliner Rectractable
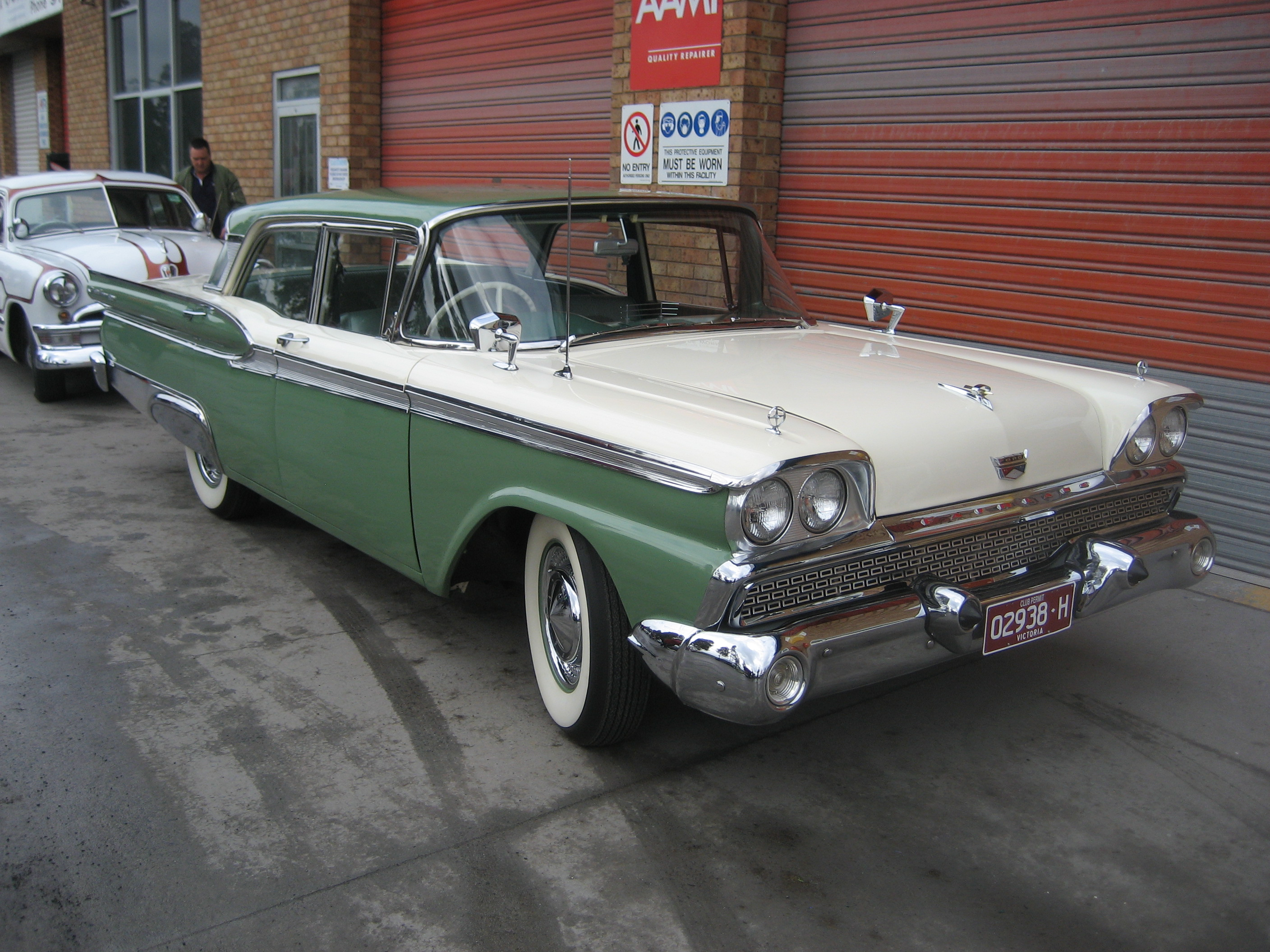
1959 Ford Fairlane 500 (högerstyrd från Australien)
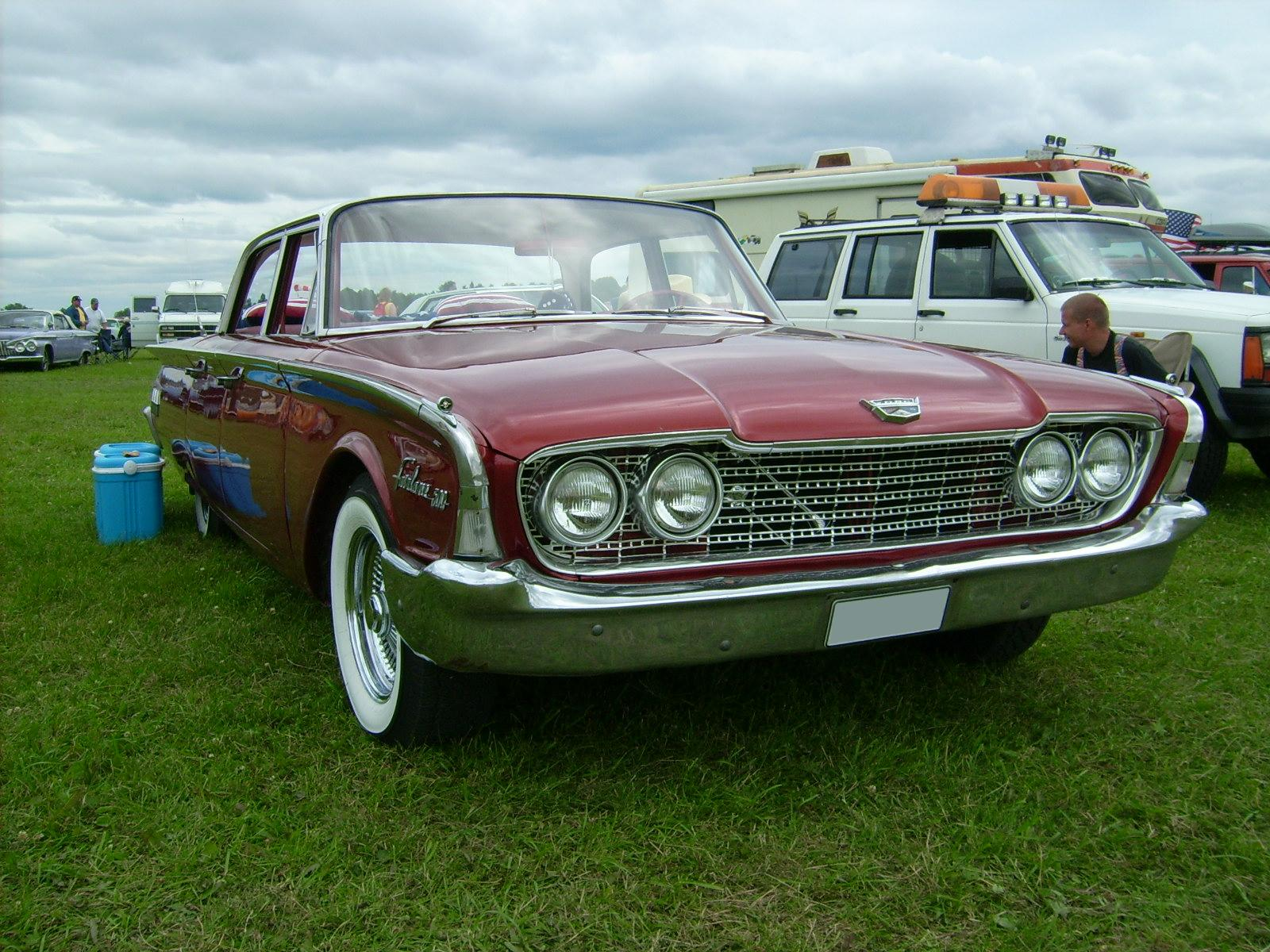
1960 Ford Fairlane 500 4-dörrars sedan
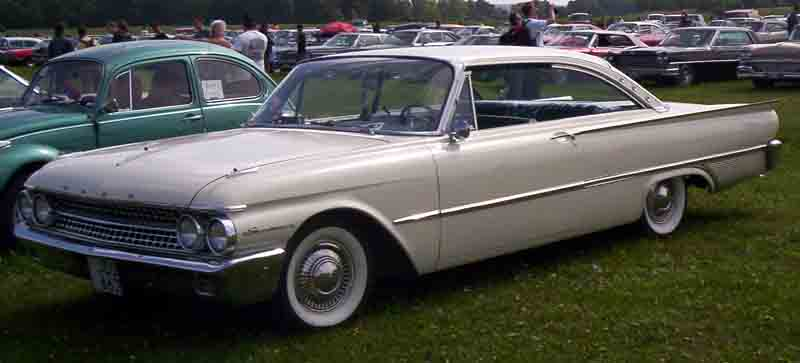
1961 Ford Fairlane 500 2-dörrars hardtop
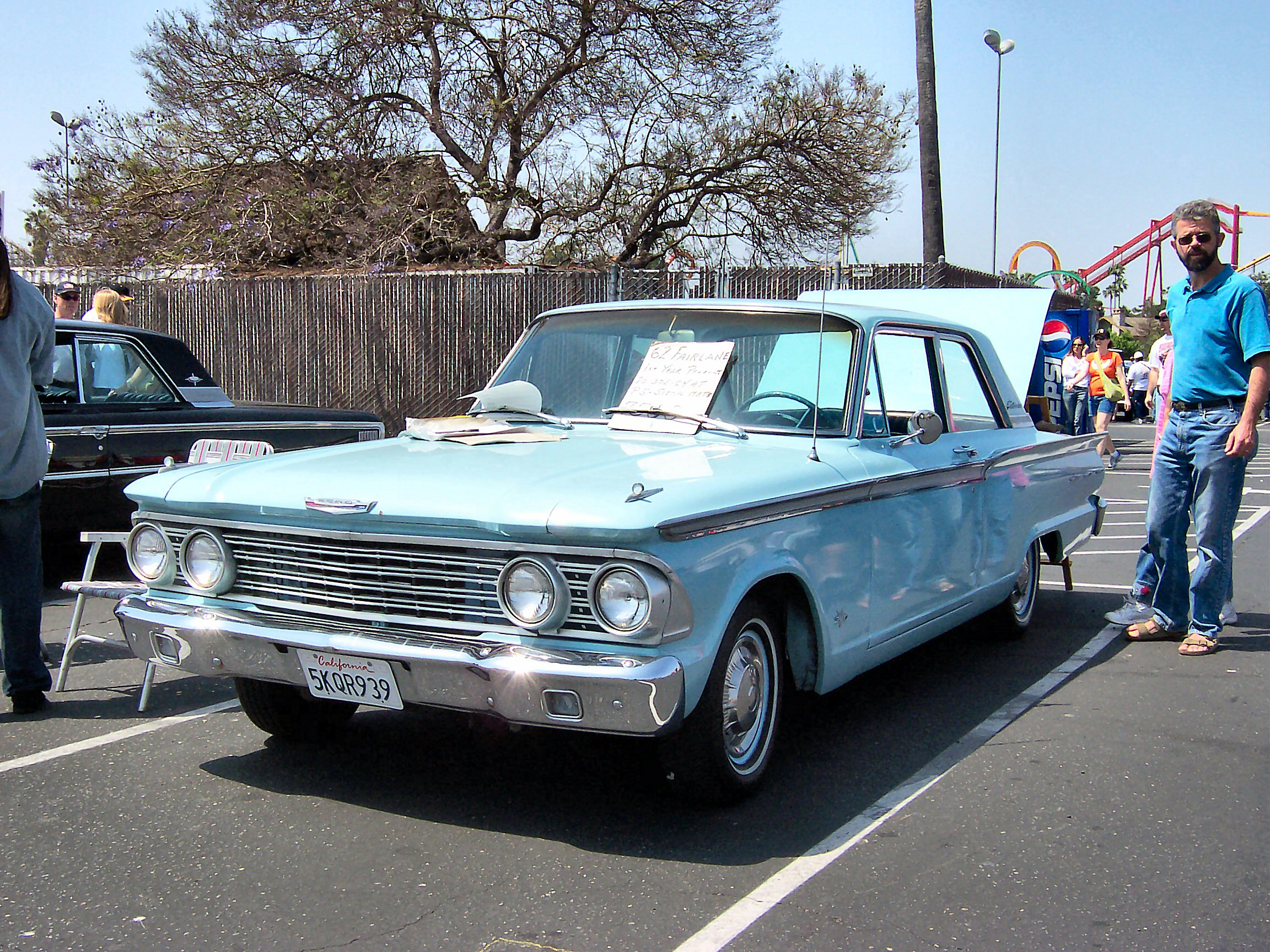
1962 Ford Fairlane 2-dörrars sedan
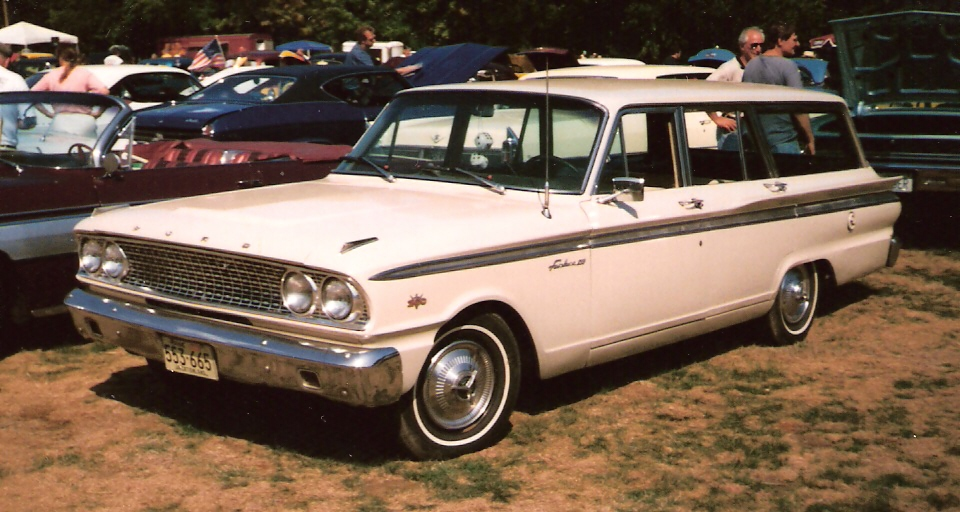
1963 Ford Fairlane 500 Ranch Wagon
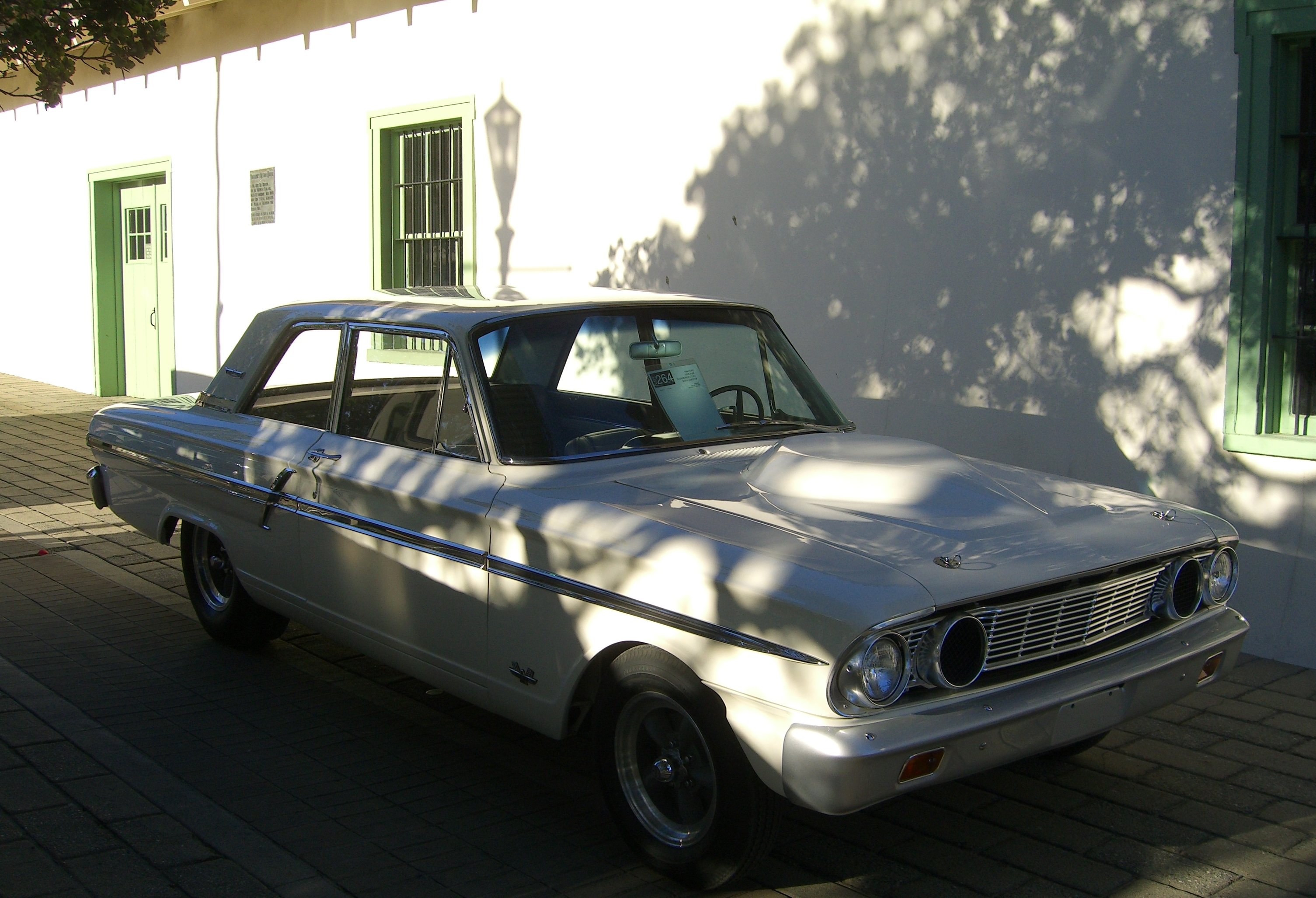
1964 Ford Thunderbolt 427 (baserad på Fairlane)
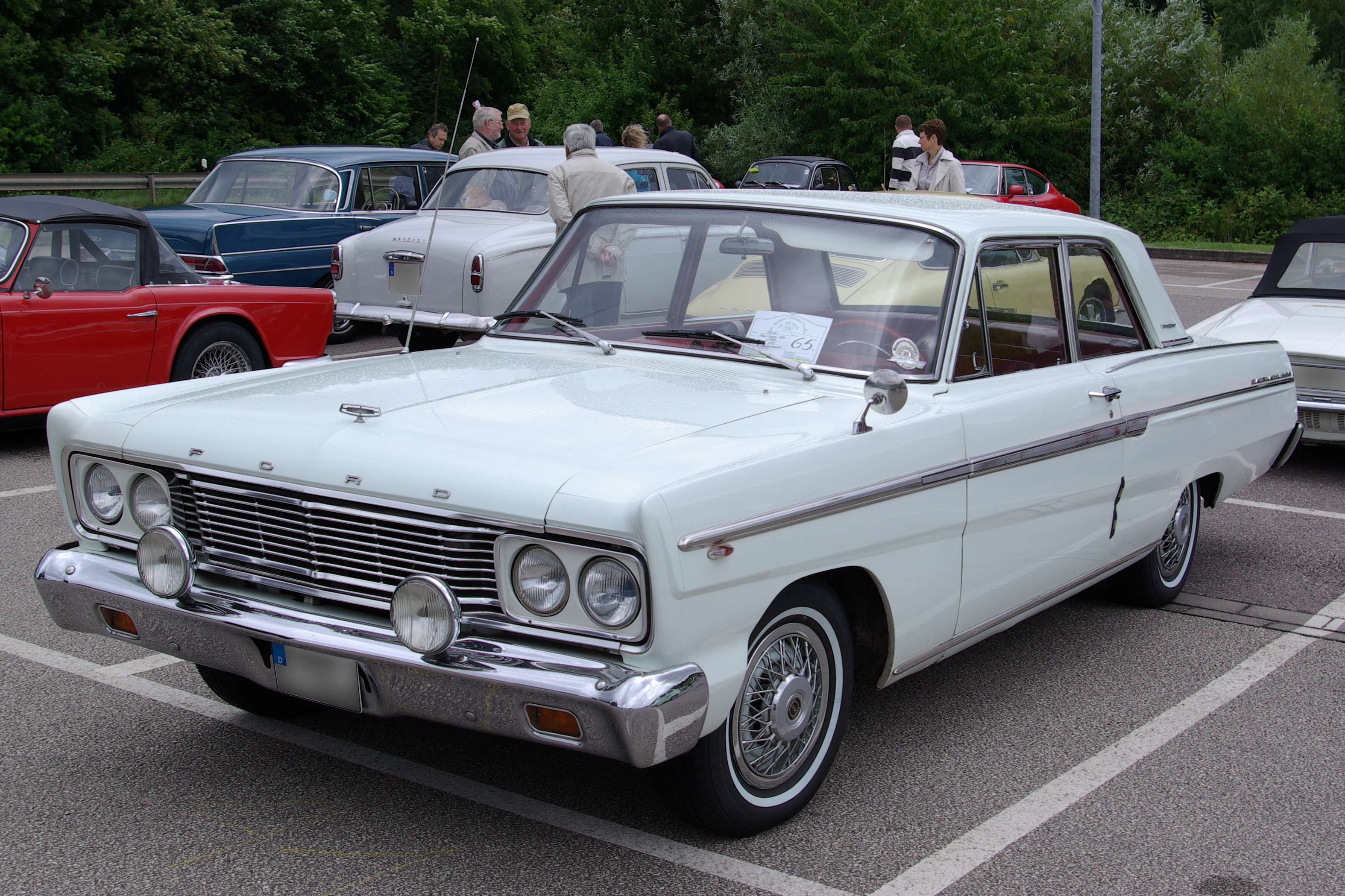
1965 Ford Fairlane 2-dörrars sedan
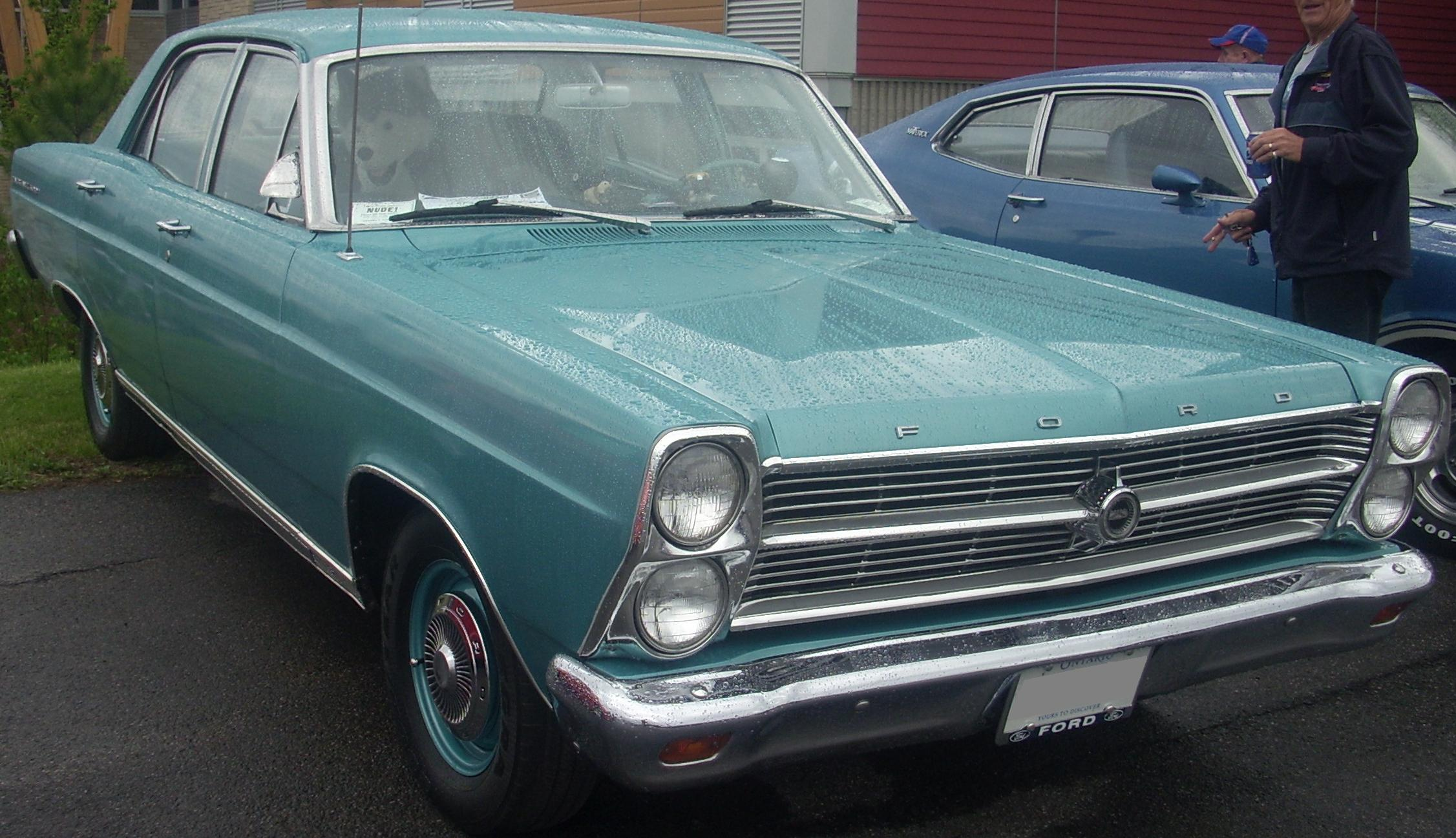
1966 Ford Fairlane 4-dörrars sedan
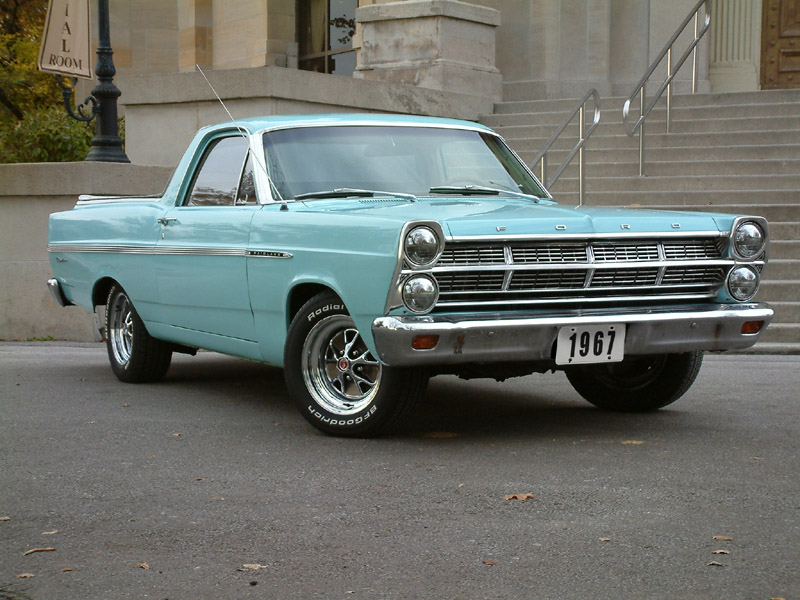
1967 Ford Fairlane Ranchero pickup
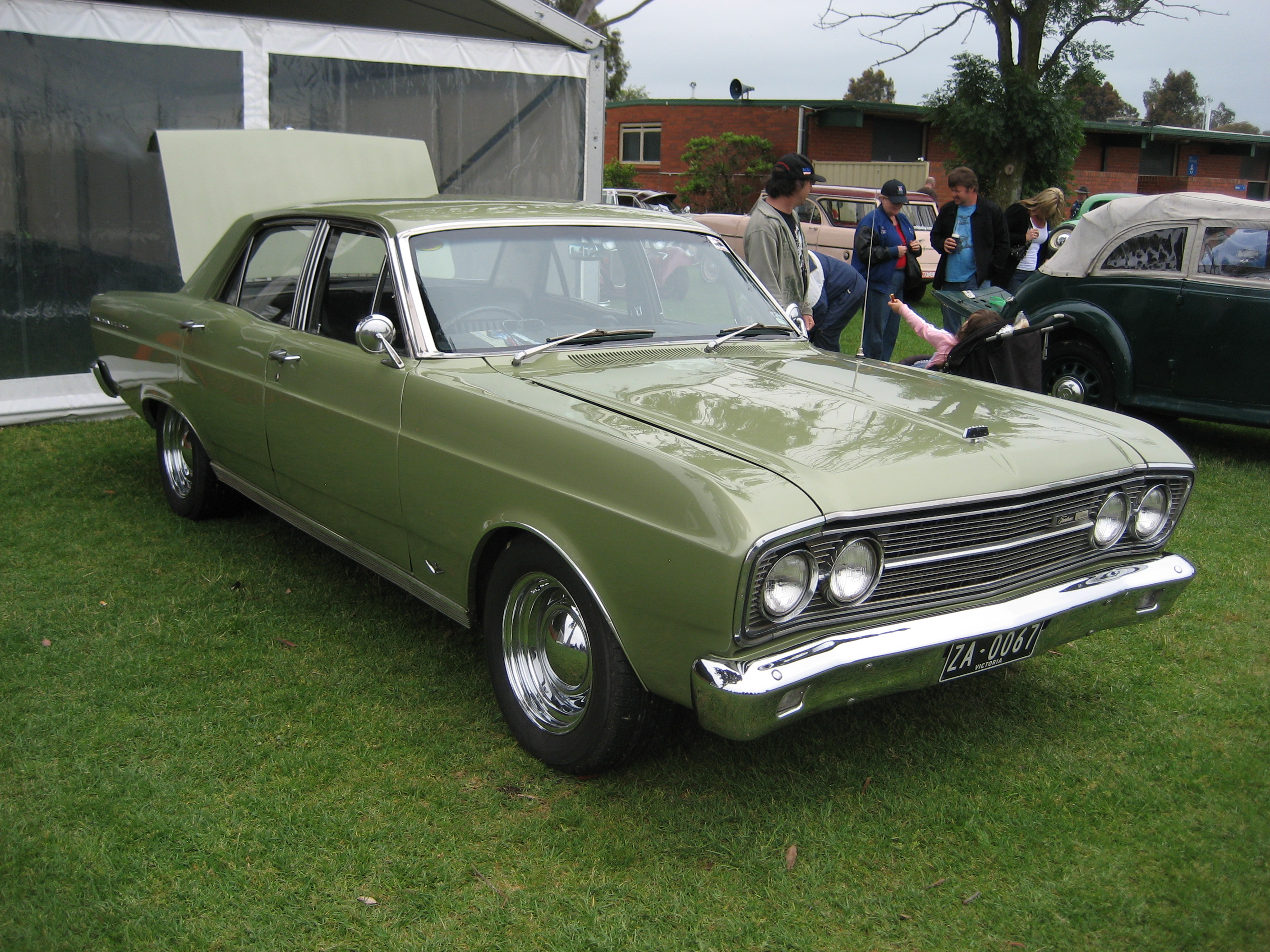
1967 Ford Fairlane ZA (Australiens första modell)
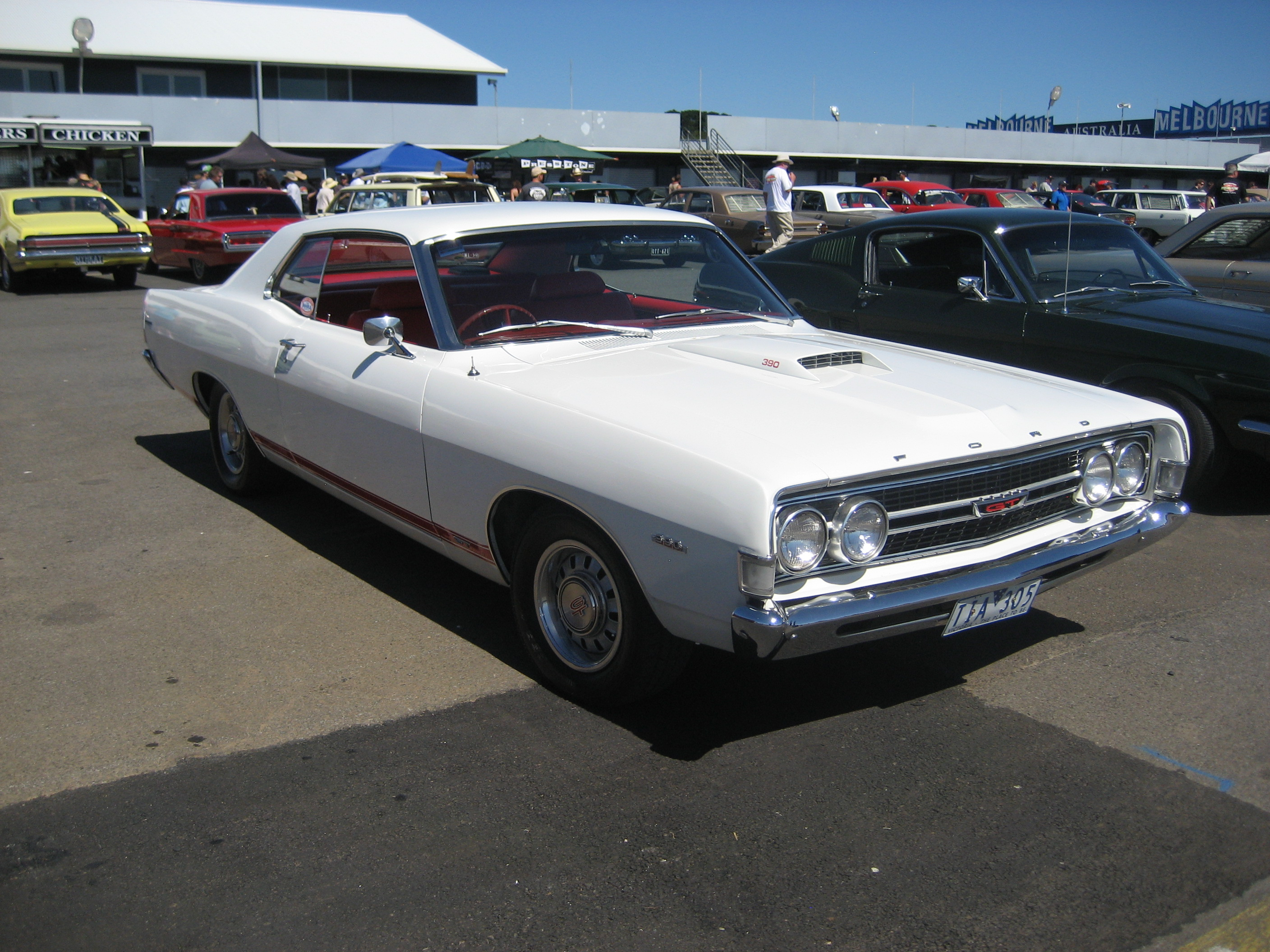
1968 Ford Torino GT hardtop
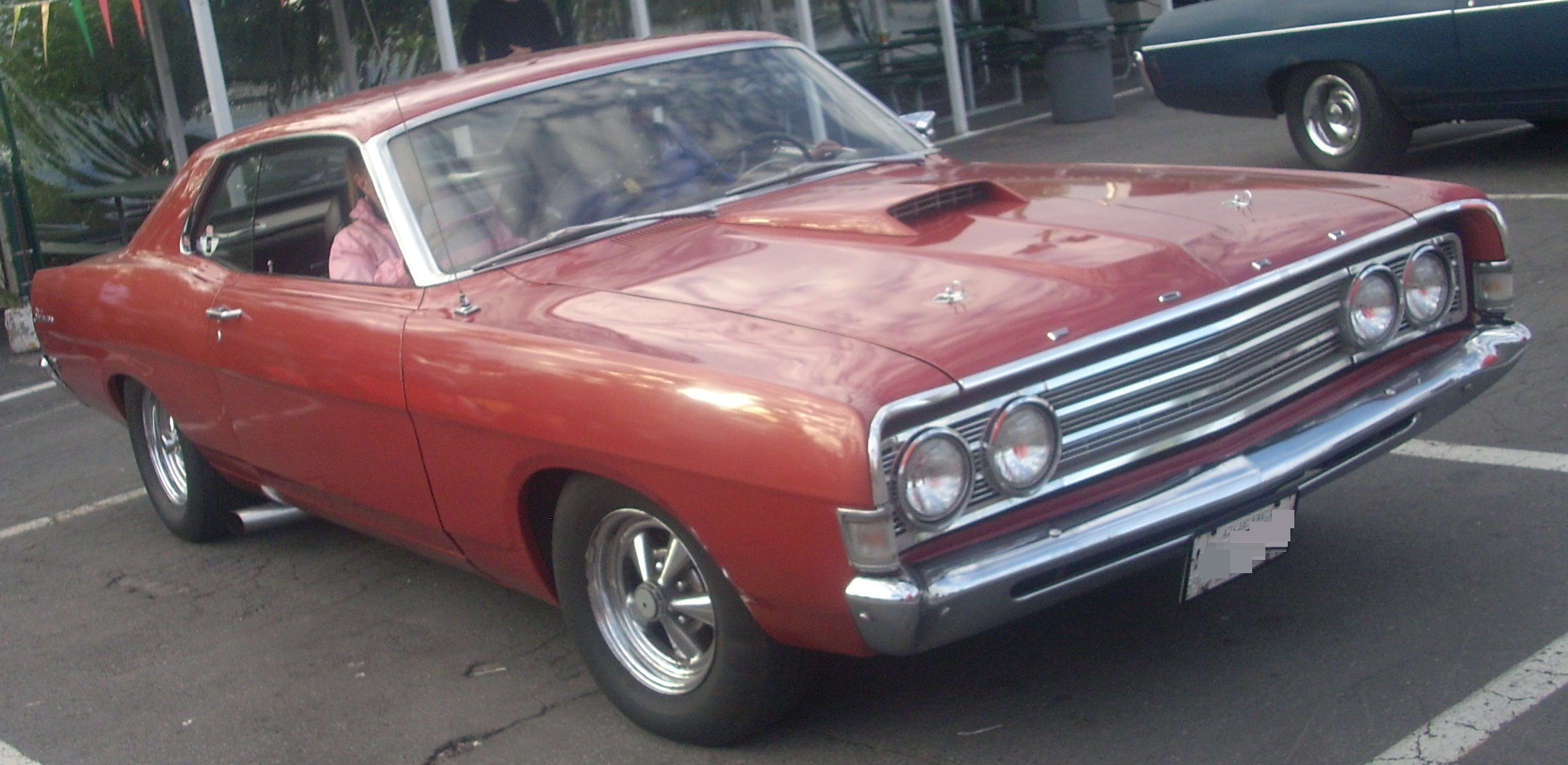
1969 Ford Fairlane 2-dörrars hardtop
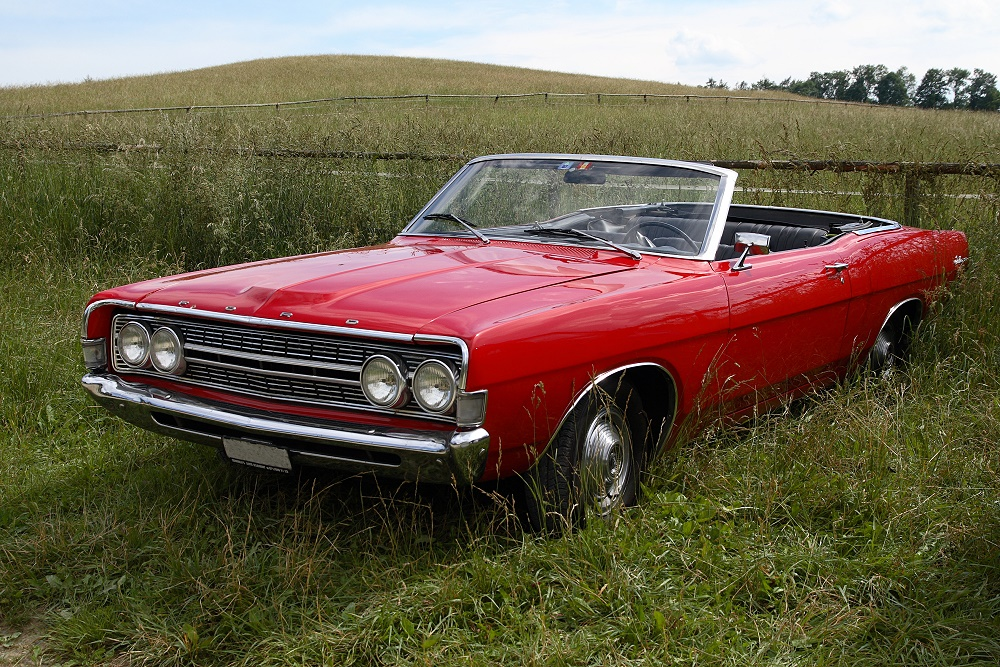
1970 Ford Fairlane 500 convertible
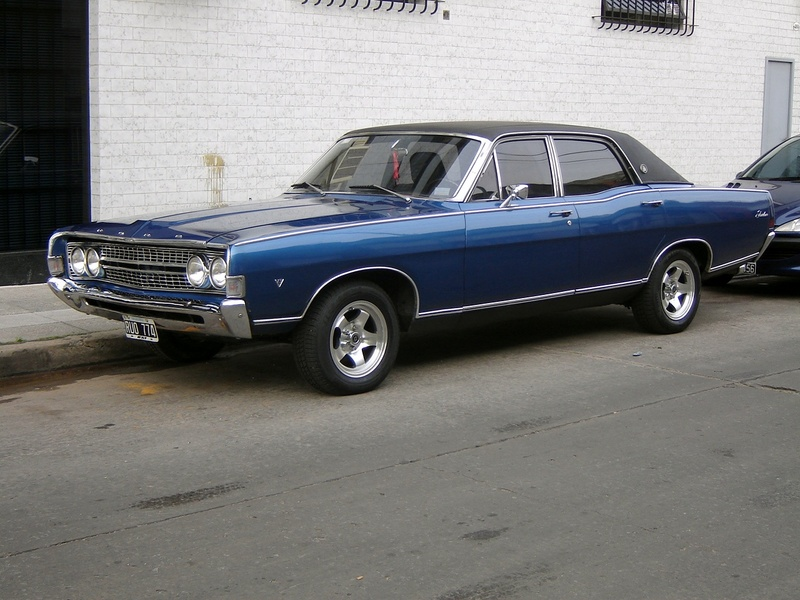
Ford Fairlane tillverkad i Argentina

### Fotnoter
1. ↑  Det amerikanska begreppet ”full-size” inbegriper de bilmodeller i en biltillverkares program som gemensamt delar den längsta hjulbasen, till skillnad mot ”mid-size” där bilarna är något mindre
2. ↑  Det fanns två motoralternativ på de argentinska bilarna: en 221 cu.in. 6-cylindrig med 132 hk (98 kW) och den gamla 292 cu.in. "Y-block" V8 på 185 hk (138 kW)
3. ↑  ”Krom-Vicken” var en särskilt eftertraktad högstatusbil bland 1960-talets raggare i Sverige dit dessa, mest försedda med genomskinligt tak, exporterats i avsevärd mängd sedan de visat sig vara svårsålda i USA (se separat artikel: Ford Crown Victoria)
4. ↑  Produktion av Victoria Coupe uppdelad på modellår: 1955 (113 372), 1956 (177 735)
5. ↑  Produktion av Crown Victoria Coupe uppdelad på modellår: 1955 (33 165), 1956 (9 209)
6. ↑  Produktion av Crown Victoria Skyliner Coupe uppdelad på modellår: 1955 (1 999), 1956 (603)
7. ↑  Produktion av Club Sedan uppdelad på modellår: 1955 (173 311), 1956 (142 629)
8. ↑  Produktion av Town Sedan uppdelad på modellår: 1955 (254 437), 1956 (224 872)
9. ↑  Produktion av Sunliner Convertible uppdelad på modellår: 1955 (49 966), 1956 (58 147)
10. ↑  Total produktion av Fairlane uppdelad på modellår: 1955 (626 250), 1956 (645 306)
11. ↑  Produktion av Fairlane 500 Skyliner Retractable Coupe uppdelad på modellår: 1957 (20 766), 1958 (14 713). År 1959 tillverkades ytterligare 12 915 “plåt-cabbar”men dessa låg då under Galaxie-serien och ingår därför inte i totalsumman i tabellen
12. ↑  Produktion av Fairlane 500 Victoria Sedan uppdelad på modellår: 1957 (68 550), 1958 (36 509), 1959 (9 308)
13. ↑  Produktion av Fairlane Victoria Sedan uppdelad på modellår: 1957 (12 695), 1958 (5 868)
14. ↑  Produktion av Fairlane Town Sedan uppdelad på modellår: 1957 (52 060), 1958 (57 490), 1959 (64 663)
15. ↑  Produktion av Fairlane 500 Town Sedan uppdelad på modellår: 1957 (193 162), 1958 (105 698), 1959 (35 670)
16. ↑  Produktion av Fairlane 500 Victoria Coupe uppdelad på modellår: 1957 (183 202), 1958 (80 439), 1959 (23 892)
17. ↑  Produktion av Fairlane Victoria Coupe uppdelad på modellår: 1957 (44 127), 1958 (16 416)
18. ↑  Produktion av Farilane Club Sedan uppdelad på modellår: 1957 (39 843), 1958 (38 366), 1959 (35 126)
19. ↑  Produktion av Farilane 500 Club Sedan uppdelad på modellår: 1957 (93 756), 1958 (34 041), 1959 (10 141)
20. ↑  Produktion av Fairlane 500 Sunliner Convertible uppdelad på modellår: 1957 (77 726), 1958 (35 029). År 1959 tillverkades ytterligare 45 868 cabrioleter men dessa låg då under Galaxie-serien och ingår därför inte i totalsumman i tabellen
21. ↑  Total produktion av Fairlane och Fairlane 500 uppdelad på modellår: 1957 (785 887), 1958 (424 569), 1959 (178 800)
22. ↑  Produktion av Fairlane 500 Town (4-d) Sedan uppdelad på modellår: 1960 (153 234), 1961 (98 917)
23. ↑  Produktion av Fairlane 4-d Sedan uppdelad på modellår: 1960 (109 801), 1961 (96 602)
24. ↑  Produktion av Fairlane 500 Club (2-d) Sedan uppdelad på modellår: 1960 (91 041), 1961 (42 468)
25. ↑  Produktion av Fairlane 2-d Sedan uppdelad på modellår: 1960 (93 256), 1961 (66 875)
26. ↑  Total produktion av Fairlane och Fairlane 500 uppdelad på modellår: 1960 (449 065), 1961 (304 862)